# 龙口粉丝
龙口粉丝是一种原产于中国山东省烟台市的粉丝。

## 简介
虽名为“龙口”粉丝，但龙口粉丝的发源地并不在龙口市，而是同属烟台的招远市。中国明末清初，招远人创造了采用绿豆制作粉丝的新技艺，至清咸丰年间，这一手工技艺遍布招远全境。1860年（一说1916年），依靠这一技艺生产的招远粉丝开始由龙口装船外运，故被称为龙口粉丝。
龙口粉丝传统上用绿豆粉制成，也有用豌豆粉制作的。制作技艺分推粉、漏粉和晒粉三个手工操作过程，由烫豆、磨浆、过滤、取粉、打糊、采芡、漏粉、理粉和晒粉等十几道有着严格标准的工序组成。如今的龙口粉丝多为机制粉丝，但传统技艺在生产中仍发挥着重要作用，例如酸浆提取淀粉的技术原理还需要有经验的工匠来掌控，仍难以用现代技术替代。优质的龙口粉丝，色白如玉，光亮透明，丝长条匀，一泡就软，口感韧而有咬劲，润滑爽口。
龙口粉丝2002年成为中国地理标志产品，之后又获欧盟地理标志保护，为中国首个与欧盟互认的地理标志保护产品。按照《地理标志产品 龙口粉丝》（GB/T 19048-2008）之规定，仅有在龙口市、招远市、蓬莱市（现为蓬莱区）、莱阳市和莱州市（均由烟台市管辖）境内按照一定工艺加工出来的绿豆或豌豆粉丝，才可被称为“龙口粉丝”。2014年，龙口粉丝传统制作技艺被列入中国第四批国家级非物质文化遗产名录。